# Eutropis dawsoni
Eutropis dawsoni (мабуя Ганса) — вид сцинкоподібних ящірок родини сцинкових (Scincidae). Ендемік Індії. Вид названий на честь американського герпетолога Карла Ганса (1923–2009)

## Поширення і екологія
Мабуї Ганса мешкають в Західних Гатах у штатах Керала і Тамілнад на півдні Індії. Вони живуть у вічнозелених вологих тропічних лісах.